# Afspærringsbånd
Afspærringsbånd er bånd, oftest af plastik, der anvendes til at afspærre et område. Afspærringsbånd er typisk med to kontrastfarver.
- Ved vejarbejde er farverne oftest rød og hvid.
- Dansk politi anvender rød-hvide bånd med et stop skilt på båndet og POLITI med store blokbogstaver. Nedenunder står der passage kan medføre strafansvar På det gamle bånd stod der bare POLITI også med store blokbogstaver.[1]

Afspærringsbånd kaldes også minestrimmel og med et slangudtryk bolsjebånd.